# TSUNAMI
「TSUNAMI」（ツナミ）は、サザンオールスターズの楽曲。自身の44作目のシングルとして、タイシタレーベルから8cmCD・12インチレコードで2000年1月26日に発売された。
2005年6月25日には12cmCDで再発売されている。2014年12月17日からはダウンロード配信、2019年12月20日からはストリーミング配信が開始されている。

## 背景・リリース
前作の「イエローマン 〜星の王子様〜」から約10か月ぶりとなるシングルである。
1999年9月にLIQUIDROOM（現：新宿FACE）で行ったファンクラブ限定のシークレットライブで、「1998 スーパーライブ in 渚園」より封印していた往年のヒット曲を演奏し、観客を喜ばせたことをきっかけに「TSUNAMI」が製作された。1999年の年末に開催された年越しライブ『晴れ着 DE ポン』にて新曲として初めて「TSUNAMI」が披露され、2000年1月1日に自身のウェブサイトでお正月限定企画として、「TSUNAMI」の試聴を実施した。
本作のCD初回盤は紙製スリーブケース付きでパッケージのみ12cm（マキシシングル）サイズとなっている。この初回盤は商品入荷日（本作発売の前の日）の1月25日から店頭から消え、発売日には既に売切れという前代未聞の現象が起こった。
TBS系『ウンナンのホントコ!』の番組企画『未来日記III』とのタイアップシングルとなったが、このタイアップが実現するまでには経緯があった。桑田は後に「『イエローマン～星の王子様～』の時は、仕事も人間関係も、さほど上手くいっていなかった」と語っている。実際に『イエローマン』はセールスが芳ばしくなく、桑田は「当時、自分のラジオ放送で、レコード会社の宣伝の人に対して、“全然売れねぇ～”とか愚痴を言ってしまった。言い過ぎたかなと思いつつ、本音でもあった。でもそのあと、みんなが“次は絶対、ヒット曲を作るんだ”という気持ちでひとつになり、共に頑張ってくれた」と述べている。その結果生まれたのが『TSUNAMI』とされている。

## 批評
本作のヒットの要因としては、購買層がメンバーと同じ世代の40代前半から中学生（いずれも発売当時）まで広がったことや普段はCDを買わない中年層の購買意欲が高まったことが挙げられており、親子の“共通言語”として大ヒットに繋がったとされる。またタイアップしたTBS系テレビ番組『ウンナンのホントコ!』で使用されたこともヒットを後押しした。
当初、桑田は前作以上に大ヒットすることは一切想定していなかったという。桑田は当時の時代背景について、1990年代の不況を経て「音楽で言うとレクイエム的なものが大気中に漂っている」ことを語っている。

## 東日本大震災を受けての動き
2011年3月11日に発生した東北地方太平洋沖地震（東日本大震災）により甚大な津波被害が発生したことから、被災者や世間の感情に最大限に配慮する必要があったため、一時期テレビ・ラジオなどによる海や津波にまつわる放送を当面自粛するという状況になった。
このことについて、コラムニストで、サザンのファンである勝谷誠彦は本楽曲のことを「タイトルはTSUNAMIだが曲自体に罪はない」と説明し、震災から半年後となるニッポン放送『勝谷誠彦のこれがニュースだ!』2011年9月12日放送分のオープニングで敢えてオンエアをした。結果的に、公式サイトによると番組に寄せられた意見のうち99％が「よくかけてくれた」「改めていい曲であることがわかった」といった肯定的な意見だったといい、「スタッフ一同 自信をもってかけた曲でしたが、正直ホッとしております」というスタッフからのコメントが掲載された。
ジャーナリストの上杉隆は、TOKYO FM『TIME LINE』2012年1月4日放送分において本作品を取り上げ、「どうしても伝えたい思い」「歌詞をじっくり聴きなおし、かけるべきだ」として「日本社会において、本作に触れることがいけないようなムードになっていた」と言及し、「歌詞を見ると、これこそ3.11被災について最も必要な曲ではないか?」「犠牲になった、苦しんでいる方へのメッセージ、命を落とした人々からの2012年を迎えた私たちに対する、『忘れないでくれ』というメッセージがこもっているのではないか?」と持論を展開、敢えてオンエアをした。リスナーからの投稿により本件を知った桑田は震災から1年が経過した2012年3月10日放送のラジオ番組『桑田佳祐のやさしい夜遊び』の中で、上杉に深い感謝の意を伝えると共に「空気を読んだわけではないが、被災された方や遺族の中にはファンもいたからこの曲を歌うモチベーションにはつながらなかった」「いつか（東日本大震災の）悲しみの記憶が薄れてこの曲を歌ってくれという声があれば、復興の象徴として歌える日がきたらいいと思っている」と述べた。
東日本大震災を機に開設され、2016年3月29日に閉局した宮城県女川町の臨時災害放送局女川さいがいFMで放送されていた番組『大人のたまり場』の2016年3月25日放送分で1年前の2015年に「TSUNAMI」をリクエストする内容のメールがリスナーから届き、「この曲は震災とは関係なく、人を愛する感情を表現した名曲。FMの皆さんがかけてもよいと思ったら流してほしい」と書かれていたことをパーソナリティーが語り、「このリクエストがずっと気にかかっていました。必要なのは時間ではなく、一歩を踏み出すタイミング。このリクエストに応えずに最終回にするわけにはいかなかった。みんなで歌います」という意向で出演者とリスナーで歌唱した。また、2016年3月29日に女川町長の須田善明が生出演し、閉局にあたっての思いを語り、最後の1曲として、「震災後、自粛を余儀なくされてきたが、待ち望んだ1曲。女川さいがいFM閉局のタイミングだからこそかけられる1曲」「名曲がある。その曲に罪があるわけじゃない。歌い継がれ、語り継ぐことに意味があり、人々の心に届く」と想いを述べ、「TSUNAMI」をオンエアした。結果、それに対する抗議や非難の手紙・メールは一切なく、むしろ歓迎する内容のものが多かったという。
2018年のアルバム『海のOh, Yeah!!』にはディレクターの提案により1曲目として収録され、桑田もこの曲順で聴き「これはいいんじゃないか」と納得したという。このことを同年7月21日放送の『桑田佳祐のやさしい夜遊び』で触れた際には「しばらくこの曲はしまっておこうと思っていたんです」「ライブで歌わないということも、何かのメッセージになるんじゃないかと、実は思っていたんですけどね」「サザンとしては、スタッフも含めて、東北のことを忘れないし、まだ震災は終わっていませんから」といった旨を述べ、震災後初めて桑田の曲紹介により「TSUNAMI」がオンエアされた。
ライブでの演奏は現在のところ2008年の『真夏の大感謝祭』が最後であり、2013年にサザンオールスターズが活動を再開してからも、桑田は先述した「まだ震災は終わっていない」という思いからライブでの演奏を避けている状態にある。

## 受賞歴
| 年     | 音楽賞                         | 結果                       | 出典   |
| ------ | ------------------------------ | -------------------------- | ------ |
| 2000年 | 第14回日本ゴールドディスク大賞 | ソング・オブ・ザ・イヤー   | [ 33 ] |
| 2000年 | 第42回日本レコード大賞         | 受賞                       | [ 34 ] |
| 2000年 | 第42回日本レコード大賞         | 優秀作品賞                 | [ 34 ] |
| 2001年 | JASRAC賞                       | 金賞・カラオケ分配額最高位 | [ 35 ] |

## チャート成績

### 記録
- オリコンによる2000年度の年間シングル売上ランキング1位、平成発売のシングル売上ランキング2位[6][36]、歴代シングル売上ランキング4位[6]。
- 『HEY!HEY!HEY! MUSIC CHAMP』のパーフェクトランキングで2000年度の年間総合チャート1位[37]。
- 『THE夜もヒッパレ最終回スペシャル』で、放送開始の1994年4月から放送終了の2002年9月までの総合ランキング1位[38]。
- 日本音楽著作権協会（JASRAC）の著作権使用料分配額（国内作品）ランキングでは、「TSUNAMI」が2000年度の年間1位[39]、2001年度の年間4位[40]を獲得した。平成10年代では歴代2位、平成（1989年〜2019年）では歴代16位にランクインした[41]。
- 第一興商が運営するカラオケDAMで平成（1994年〜2018年）に歌われた楽曲として「TSUNAMI」が歴代12位を記録[42]。
- 初登場から2週連続で1位を獲得し、B'z『今夜月の見える丘に』に1週1位を明け渡すが、翌週から3週連続で1位を獲得し通算5週1位となった。（CDTVシングルランキング、オリコンシングルチャート）

### 売上
2000年2月7日付のオリコン週間ランキングでは初週65.4万枚を売り上げ、本作と同日発売であったモーニング娘。の「恋のダンスサイト」や、椎名林檎の「ギブス」と「罪と罰」などを抑え、初登場1位を獲得した。自身のシングル首位は1996年に発売された「愛の言霊 〜Spiritual Message〜」以来となる3年7か月ぶりで当時のグループ部門によるシングル首位インターバル記録の歴代1位となった。さらに自身としては通算7作目の首位獲得となった。また日本のロックバンドとしては史上初の3年代（1980年代、1990年代、2000年代）の首位獲得となり、キャリア20年を超えたグループがオリコンチャートのシングル・アルバム両方を首位獲得するのは初の快挙となった。
2005年6月25日には「勝手にシンドバッド」から本作までのシングル盤がリマスタリングを行い12cmCDで再発売され、発売週に約0.8万枚を売り上げて、それまでオリコン歴代シングル売上3位であった「だんご3兄弟」（当時291.8万枚）をオリジナル盤との合算により上回って本作が歴代3位となったが、2016年に起きたSMAPの解散騒動により「世界に一つだけの花」のCD売上300万枚達成するための購買運動が起こったため、売上枚数が抜かれて本作が再び4位となった。
2019年4月の時点でオリコンによる累計売上枚数は293.6万枚を記録しており、これまでの最高記録だった「エロティカ・セブン EROTICA SEVEN」（出荷枚数188万枚、オリコンによる売上枚数174.3万枚）を大きく上回って自身のシングルの中では出荷枚数・オリコンによる売上枚数共に最大記録となった。なお、プラネットチャート調べでは、2000年12月時点で累計321.7万枚を売り上げている。Billboard JAPANのHot 100にて、CDと音楽配信の売上が300万セールスを超えたのは2019年4月時点で本作（303万セールス）と、SMAPの「世界に一つだけの花」（360万セールス）、米津玄師の「Lemon」（302万セールス）の3作品のみである。
オリコンのTOP10獲得週間数は14週で、16週の「いとしのエリー」に次いで2番目に長い。現在、本作のチャート登場週数は57週である。

## 収録曲

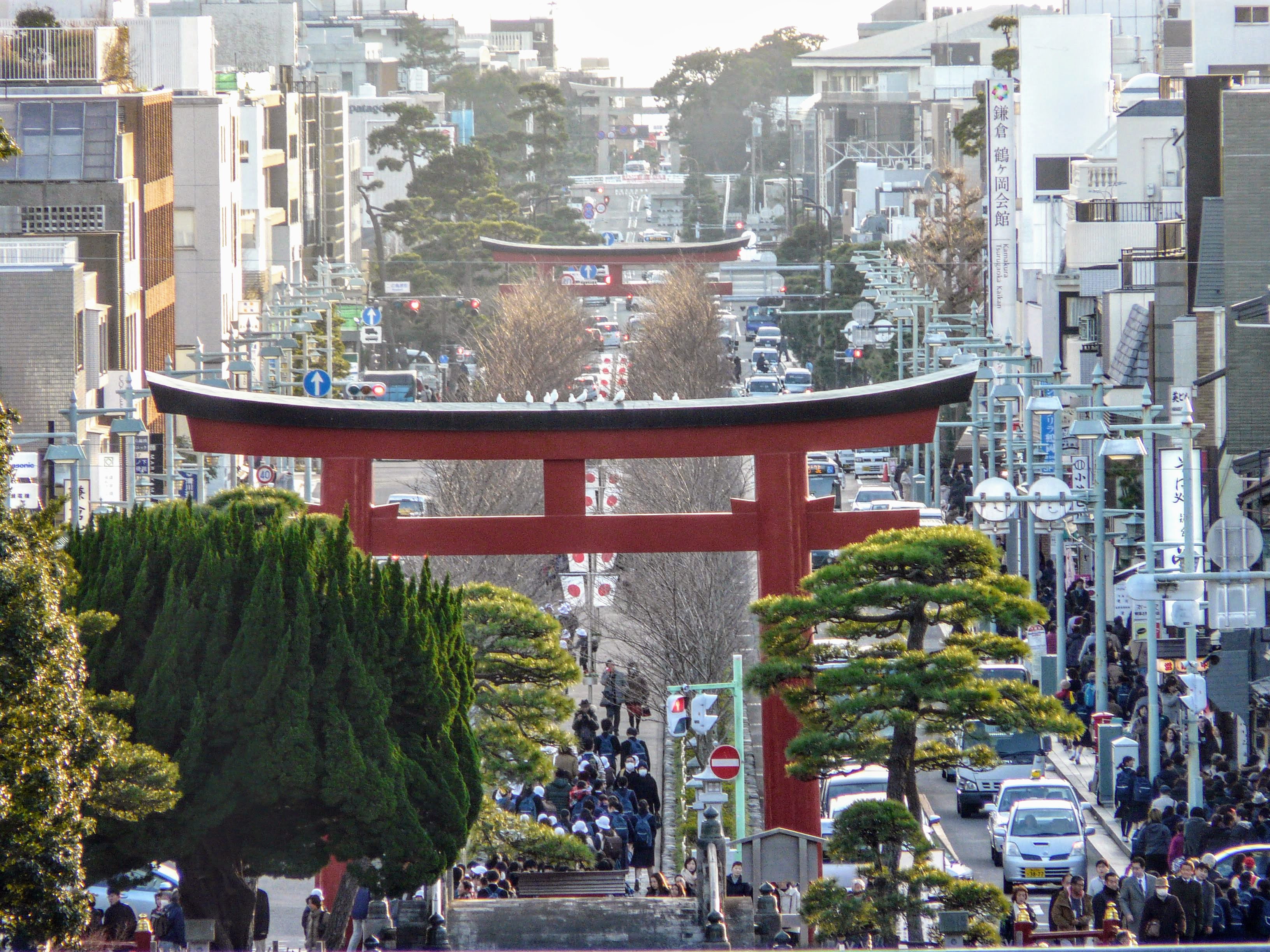
鶴岡八幡宮拝殿前の大石段から見た若宮大路の鳥居。手前から三の鳥居、二の鳥居、一の鳥居。この三つの鳥居が「通りゃんせ」の歌詞に登場する。

- 収録時間：9:32

1. TSUNAMI (5:10)
（作詞・作曲：桑田佳祐 / 編曲：サザンオールスターズ / 弦編曲：島健）
TBS系『ウンナンのホントコ!』の番組企画『未来日記III』テーマソング。第73回選抜高等学校野球大会の入場行進曲[注釈 4][60]。TBS系日曜劇場『元カレ』挿入歌[注釈 5]。KDDI・沖縄セルラー電話『au LISMO』キャンペーンソング[注釈 6]。
2000年11月に発売された自身のベスト・アルバム『バラッド3 〜the album of LOVE〜』の宣伝CMソングとしても使用された[61]。
「TSUNAMI」というタイトルや「津波のような侘しさ」というサビのフレーズは失恋による切なさを押し寄せる波に例えたものであり、実際の津波とは一切関係がない[28]。タイトルは当時のディレクターが仮のアイディアとして提案したものがそのまま使用されたことを述べている[62]。また、桑田はザ・ビーチ・ボーイズの「駄目な僕」のタイトルから歌詞のイメージを膨らませていたことが語られている[63]。タイトルやサビのフレーズについて桑田は、1990年代に発表されたサーフィンをテーマにしたビデオ作品『TSUNAMI CALLING』から影響を受けたことと、実際の津波が被害をもたらすものであることを理解していることを前提として述べたうえで、あえて「BIG WAVE」ではなく「TSUNAMI」と表記されている[注釈 7]ことで、逆にとんでもない情緒を感じたことがきっかけでこのフレーズがなんとなく思い浮かんだという制作当時のエピソードを語っている[65][64]。アレンジに関しては売れ線を狙ったものではなく、ビートルズの『アビイ・ロード』を意識したものと語っている[11]。また、桑田は本楽曲のサビのメロディが浮かんだ当時にスタッフに歌って聴かせ、「これってミスチルにない?」と尋ねており、スタッフから「ないですよ」という返答を得て正式に決定した旨を語っている[66]。
ミュージック・ビデオは映画撮影所を舞台に繰り広げられるせつない恋物語となっており、それをサザンのメンバーが暖かく見守るという設定になっている[67]。1999年12月初旬に東宝スタジオで撮影された[67]。
2000年12月31日に第42回日本レコード大賞を受賞し、ライブリハーサルの途中に横浜アリーナからTBSのスタジオへ行った[13]。受賞した際に桑田は「ひばりさんの背中が見えてきました」と語った[68][69]。
2003年に教育芸術社と教育出版が発行する高等学校の音楽教科書に掲載された[70]。
2005年にNHKが実施した「スキウタ〜紅白みんなでアンケート〜」で白組16位にランクインを果たしている。2008年にオリコンが2,000人に調査した「サザンオールスターズのシングル曲の中で一番好きな曲」で総合1位を獲得した[71]。また、音楽情報誌『CD＆DLでーた』が発表した「失恋した時に聴きたい“失恋ソング”ランキング」では8位にランクインした[72]。2015年9月23日に放送されたテレビ朝日系列『ミュージックステーションウルトラFES』内で放送されたVTR企画「世界に誇るニッポンの歌 BEST100」で5位にランクイン[73]。2021年3月3日放送されたテレビ朝日系列音楽バラエティ番組『関ジャム 完全燃SHOW』にて、アーティストや作曲家ら音楽のプロ48人が選んだ「関ジャム J-POP20年史 2000～2020プロが選んだ最強の名曲ベスト30」が発表され、6位にランクインした[74]。2022年5月6日に放送された同番組内では「令和に活躍する若手アーティストが選ぶ最強平成ソング BEST30」が発表され[注釈 8]、本楽曲は14位にランクインを果たしている[76]。
OKmusicではサザンが「国民的バンド」と評されるきっかけを作った楽曲と評価している[77]。
さまぁ〜ずの三村マサカズは、ヒロミとの因縁があった直後に本楽曲をカラオケで歌い号泣したと述べている[78]。
弁護士・政治家の北村晴男は本楽曲が好きであることを公言している[79]。『行列のできる法律相談所』（日本テレビ系列）2008年1月13日放送分ではカラオケの十八番と紹介され、本楽曲を歌唱している[80]。また、好きであるがゆえに自身の葬儀ではサザンの楽曲をメドレー形式でかけることを希望しており、本楽曲以外にも「蛍」「涙のキッス」「真夏の果実」も必ずかけるよう要望し、他の楽曲の選曲については「家族や友人に任せます」と語っている[79]。また、先述の通り本楽曲が入場行進曲として使用された第73回選抜高等学校野球大会では北村の長男の晃一が桐光学園高等学校の二塁手として出場している[81]。
桑名正博は本楽曲の2番の歌詞に高い評価を与え「心に傷を負って、復活した男をこんな言葉で表現するのか。あかん負けた」と語った[82]。
ギタリストのマーティ・フリードマンは本楽曲を「これ、何百曲の手本じゃん?」と語っており、本作のリリースから6年後の2006年に発表されたMr.Childrenの楽曲「しるし」のサビのメロディについて、本楽曲のサビのメロディとの近似性があることを指摘している[83]。
調はニ長調[84]。
2. 通りゃんせ (4:21)
（作詞・作曲：桑田佳祐 / 編曲：サザンオールスターズ）
ハードロック調の楽曲。歌詞には静御前の名前や、一・二・三の鳥居、七里、化粧坂（けわいざか）といった鎌倉・若宮大路の名所と「桜」「花菖蒲」「蓮花」「蝉しぐれ」「萩」「もみじ」「小雪」といった日本の全ての四季を想起させるフレーズが数多く登場している[85][59]。
歌詞に登場する薪能については、鎌倉では1959年から毎年10月に「鎌倉薪能」が開催されている[86]。桑田は制作期間中の1999年10月に鎌倉を訪れた際にこの「鎌倉薪能」を見に行ったことを語っており、感銘を受けたことがきっかけで本楽曲が制作された旨を『ポップジャム』（NHK総合テレビジョン）2000年1月29日放送分で明かしている[注釈 10]。
イントロ、間奏、エンディングに使用された経典のようなコーラスは桑田と原によるもの[85]。

## 参加ミュージシャン
- 桑田佳祐:Vocal, Guitar
- 大森隆志:Guitar
- 関口和之:Bass
- 松田弘:Drums
- 原由子:Keyboards, Vocal
- 野沢秀行:Percussion

- TSUNAMI
  - 角谷仁宣:Computer Programming
  - 金原千恵子ストリングス:Strings
  - 藤田乙比古:Horn
  - 大見川満:Horn
- 通りゃんせ
  - 角谷仁宣:Computer Programming
  - 小倉博和:Bandurria

## 収録アルバム
| 曲名       | 作品名                          |
| ---------- | ------------------------------- |
| TSUNAMI    | バラッド3 〜the album of LOVE〜 |
| TSUNAMI    | 海のOh, Yeah!!                  |
| 通りゃんせ | アルバム未収録                  |

## ミュージック・ビデオ収録作品
| 曲名       | 作品名                                      |
| ---------- | ------------------------------------------- |
| TSUNAMI    | ベストヒットUSAS (Ultra Southern All Stars) |
| 通りゃんせ | 未収録                                      |

## ライブ映像作品
| 曲名       | 作品名                                                                                                  | 備考                                                                                        |
| ---------- | --- | ------------------------------------------------------------------------------------------- |
| TSUNAMI    | SUMMER LIVE 2003「流石だスペシャルボックス」胸いっぱいの “LIVE in 沖縄” & 愛と情熱の “真夏ツアー完全版” |                                                                                             |
| TSUNAMI    | FILM KILLER STREET (Director's Cut) & LIVE at TOKYO DOME                                                |                                                                                             |
| TSUNAMI    | 真夏の大感謝祭 LIVE                                                                                     |                                                                                             |
| TSUNAMI    | 桑田佳祐の音楽寅さん 〜MUSIC TIGER〜 あいなめBOX                                                        | 桑田佳祐ソロ名義の作品。特典映像DISC「サザンオールスターズ SPECIAL LIVE IN 建長寺」に収録。 |
| 通りゃんせ | 未収録                                                                                                  |                                                                                             |

## カバー
TSUNAMI（日本語）
- 2002年：AJI - アルバム『As Juvenile Innocence』に収録。
- 2003年
  - 有里知花 - アルバム『Treasure The World』に収録。松田弘が音楽を担当した映画『マナに抱かれて』の主題歌で、サウンドトラックにも収録[87]。
  - S.M.O.J[注釈 11] - アルバム『ア・カペラ ソングブック 桑田佳祐 作品集』に収録。
- 2006年
  - 武田雅治 - アルバム『恋歌〜THE LATEST J-LOVE BALLAD HITS COLLECTION〜』に収録。
  - 米国のロックバンドALLiSTER - 日本限定で発売したアルバム『Guilty Pleasures』に収録。
- 2008年
  - 五木ひろし - アルバム『エンカのチカラ -SONG IS LOVE 80's&90's-』に収録。
  - やなわらばー - アルバム『凪唄』に収録[88]。
  - 中西保志 - アルバム『STANDARDS3』に収録。
- 2009年
  - 阿部恭子 - アルバム『やさしいうた』に収録。
- 2013年
  - 齋藤希代子 - アルバム『Nocturne』に「TSUNAMI <鎮魂歌>」という曲名で収録[89]。
  - MIHIRO～マイロ～ - アルバム『XOVER』に収録[90]。
- 2014年：松崎しげる - アルバム『black on black』に収録。

TSUNAMI（外国語）
- 2000年：ウィリアム・ソー - アルバム『因為愛你』に「其實我很擔心」という曲名で広東語で収録、そしてアルバム『蘇情時間』に「她愛了我好久」という曲名で北京語で収録。
- 2001年：ビッグ・マウンテン - アルバム『Cool Breeze』に「TSUNAMI 〜A WAVE OF LOVE」という曲名で英語で収録。
- 2010年：デビー・ギブソン - アルバム『MS.VOCALIST』に英詞カバーで収録されているが、発売は日本限定[91]。

通りゃんせ
- 2000年：アンディ・ホイ - アルバム『上次』に「順路不順路」という曲名で広東語で収録。